# Miguel Febres Cordero
Miguel Febres Cordero (* 7. November 1854 in Cuenca; † 9. Februar 1910 in Premià de Mar) war ein ecuadorianischer Angehöriger des Ordens der Brüder der christlichen Schulen, der in der römisch-katholischen Kirche als Heiliger verehrt wird.

## Leben
Francisco Febres Cordero, so sein Taufname, wurde als Sohn von Francisco Febres Cordero und seiner Frau Ana Muñoz Cárdenas in eine wohlhabende und in Cuenca einflussreiche Familie geboren. Seit seinem zehnten Lebensjahr besuchte er die gerade zuvor, im Jahre 1863, von den Schulbrüdern (Fratres Scholarum Christianorum, Ordenskürzel: FSC) in seiner Heimatstadt gegründete La-Salle-Schule. Mit 14 Jahren trat er den Schulbrüdern bei und nahm den Ordensnamen Miguel an.
Danach war er fast dreißig Jahre lang als Lehrer tätig, zumeist in Quito. Ein Lehrbuch der spanischen Sprache, das er 1875 als 21-Jähriger veröffentlichte, wurde landesweit zum Standardwerk. In Anerkennung seiner sprachwissenschaftlichen Arbeiten wurde er in die Academia Ecuatoriana de la Lengua aufgenommen und 1892 als korrespondierendes Mitglied in die Real Academia Española. 1887 reiste er erstmals nach Europa und arbeitete u. a. in Brüssel für eine von seinem Orden herausgegebene Zeitschrift. Doch schon bald wurde er zum Inspektor der Schulen des Ordens in Ecuador ernannt und nach Quito zurückgerufen.
1907 sah sich Miguel Febres angesichts der antiklerikalen Politik von Präsident Eloy Alfaro gezwungen, sein Heimatland zu verlassen. Er ging zunächst nach Frankreich und – als die Schulbrüder infolge des Gesetzes zur Trennung von Kirche und Staat ihre Schulen in Frankreich aufgeben mussten –, nach Lembeek bei Halle (Belgien) in Belgien. 1909 wurde er als Lehrer an das Noviziat in Premià de Mar bei Barcelona versetzt, wo er im folgenden Jahr an einer Lungenentzündung verstarb.

## Verehrung
Miguel Febres Cordero ist in Schulbrüderkreisen im spanischsprachigen Raum als Santo Hermano Miguel bekannt. Er wurde am 30. Oktober 1977 durch Papst Paul VI. selig- und am 21. Oktober 1984 durch Papst Johannes Paul II. heiliggesprochen. Sein Gedenktag in der Liturgie ist der 9. Februar.